# Acidman
Acidman – japoński zespół muzyczny utworzony w 1997 roku. Zespół można zaliczyć do gatunku punk rock; brzmienie czerpią z różnych źródeł i lubią eksperymentować.
Czwórka członków zespołu oddała swój pierwszy koncert w 1997 roku w Shimokitazawa; na tym koncercie rozdali za darmo wśród publiczności swoje pierwsze demo. W 1999 roku odszedł wokalista Shiibashi Takeshi, a jego miejsce zajął gitarzysta Ooki Nobuo. W 2001 roku podpisali kontrakt z wytwórnią płytową Nomadic Records. Pierwszy singel Sekitou na liście indies zajął 3. miejsce. W marcu 2002 ukazał się minialbum Sankazora, który nie powtórzył sukcesu singla. W 2002 roku podpisali kontrakt z Toshiba/Emi. Nagrali nowy album Sou i pojawił się na liście Oricon, gdzie zajął 9. pozycję. Zespół za ten album otrzymał Japan Gold Disc Award w kategorii najlepszy nowy artysta 2003 roku. Następnie nagrali album Loop i zawędrował na 6. pozycję na liście. Zespół wyruszył w trasę grając z takimi zespołami jak The Back Horn, Faridas Café, The Band Apart oraz Husking bee. We wrześniu 2004 zespół wydał na rynek najlepszy jak dotąd swój album Equal.

## Skład
- Ooki Nobuo – wokal, gitara
- Satou Masatoshi – bass
- Urayama Ichigo – perkusja

## Dyskografia

### Albumy
- Sankazora (6 marca 2002) minialbum
- Sou (30 października 2002)
- Loop (8 sierpnia 2003)
- equal (15 września 2004)
- And World (7 grudnia 2005)
- And World (7 grudnia 2005) limitowana edycja
- green chord (limited edition) (7 lutego 2007)
- green chord (7 lutego 2007)

### Single
- Sekitou (24 listopada 2000)
- Zouka ga warau (21 lipca 2002)
- Allegro (4 września 2002)
- Sekitou (4 września 2002)
- Slow View (12 marca 2003)
- Repeat (9 lipca 2003)
- Suisha (3 marca 2004)
- equal e.p. (25 sierpnia 2004)
- Aru Shoumei (18 maja 2005)
- Kisetsu no tou (19 października 2005)
- world symphony (9 listopada 2005)
- Slow Rain (6 września 2006)
- Prism no yoru (15 listopada 2006)

### DVD
- scene of sou (12 marca 2003)
- scene of loop (10 września 2003)
- scene of equal (14 października 2004)
- scene of and world (25 stycznia 2006)
- And World Tour Final 20060409 (19 lipca 2006)
- scene of "green chord" (7 marca 2007)